# Boris Vallejo
Boris Vallejo, född 8 januari 1941 i Lima, Peru, är en amerikansk konstnär vars motiv huvudsakligen är inom genrerna fantasy och erotik.
Vallejo studerade grafisk design och emigrerade till USA 1964. Han började måla inom fantasy-genren på 1970-talet och fick snabbt ett rykte om sig att vara "den nästa Frank Frazetta". Vallejos målningar, som han oftast signerar "Boris", har prytt omslagen på dussintals science fiction-romaner och publicerats i en serie bästsäljande väggalmanackor. Vallejo har också skapat affischer för filmer som Barbarian Queen och National Lampoon's Vacation. Han är sedan 1994 gift med konstnären Julie Bell, vars stil är närmast identisk.
Motiven på Vallejos målningar är vanligen gudar, monster, eller muskulösa män eller kvinnliga krigare i strid. Några av hans manliga figurer är avbildningar av honom själv, och många av hans kvinnliga figurer är avbildningar av hans fru. Hans senare verk har kvar många fantasy-element men lutar mer åt det erotiska.

## Böcker
- Dreams: The Art of Boris Vallejo (1999)
- Mirage (1997)
- Fantasy Art Techniques (1985)
- The Fantastic Art of Boris Vallejo (1980)